# Али Барид-шах I
Али Барид-шах I (? — 1580) — третий правитель Бидарского султаната из династии Бидар-шахов (1542—1580). Он унаследовал титул от своего отца в 1542 году и правил до самой его смерти в 1580 году. Он считался литератором и приглашал в свою столицу ученых и ремесленников со всего Индийского субконтинента. Он также известен тем, что сыграл ключевую логистическую роль в битве при Таликоте (1565).

## Биография
Представитель династии Барид-шахов. Сын и преемник первого министра (мир-джумлы) Бахманийского султаната Амира Барида I, правившего в 1504—1542 годах. После смерти своего отца в 1542 году Али Барид унаследовал должность первого министра, но он стал первым членом династии, который принял титул султана .
Во время его правления Бидар подвергся нападению со стороны султана Ахмаднагара Муртазы Низам-шаха (1565—1588), который намервался присоединить его в качестве джагира для своего военачальника Сахиб-хана. Вместе Муртазой Низам-шахом участвовал голкондский султан. Али Барид-шах обратился за помощью к биджапурскому султану Али Адил-шаху I, который прислал на помощь тысячу всадников. Армия Муртазы Низам-шаха вынуждена была отступить в свои владения, чтобы подавить восстание.
Бидарский султан Али Барид-шах вошел в состав коалиции Деканских султанатов, направленной против Виджаянагарской империи. В январе 1565 года Али Барид-шах участвовал в разгроме армии Виджаянагарской империи в битве при Таликоте. Он сыграл ключевую материально-техническую роль в этом сражении.
Али Барид-шах приказал построить свою собственную гробницу, которая была завершена в 1576 году. Ещё одно здание, заказанное им дворец Рангин-Махал в крепости Бидар.
Али Барид-шах скончался в 1580 году. Ему наследовал его сын Ибрагим Барид-шах, правивший в 1580—1586 годах.

## Галерея

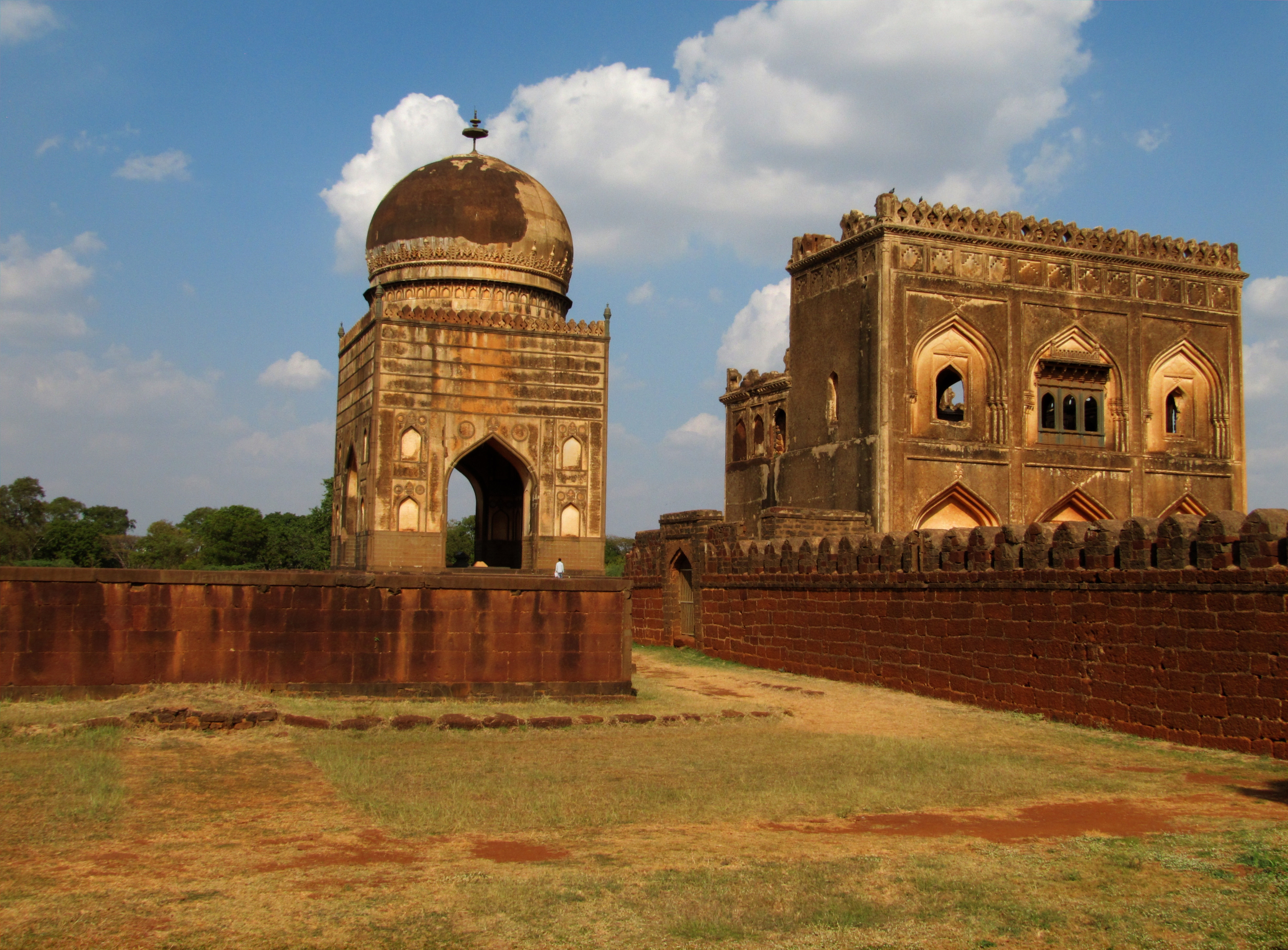
Гробница Али Барид-шаха в Бидаре.
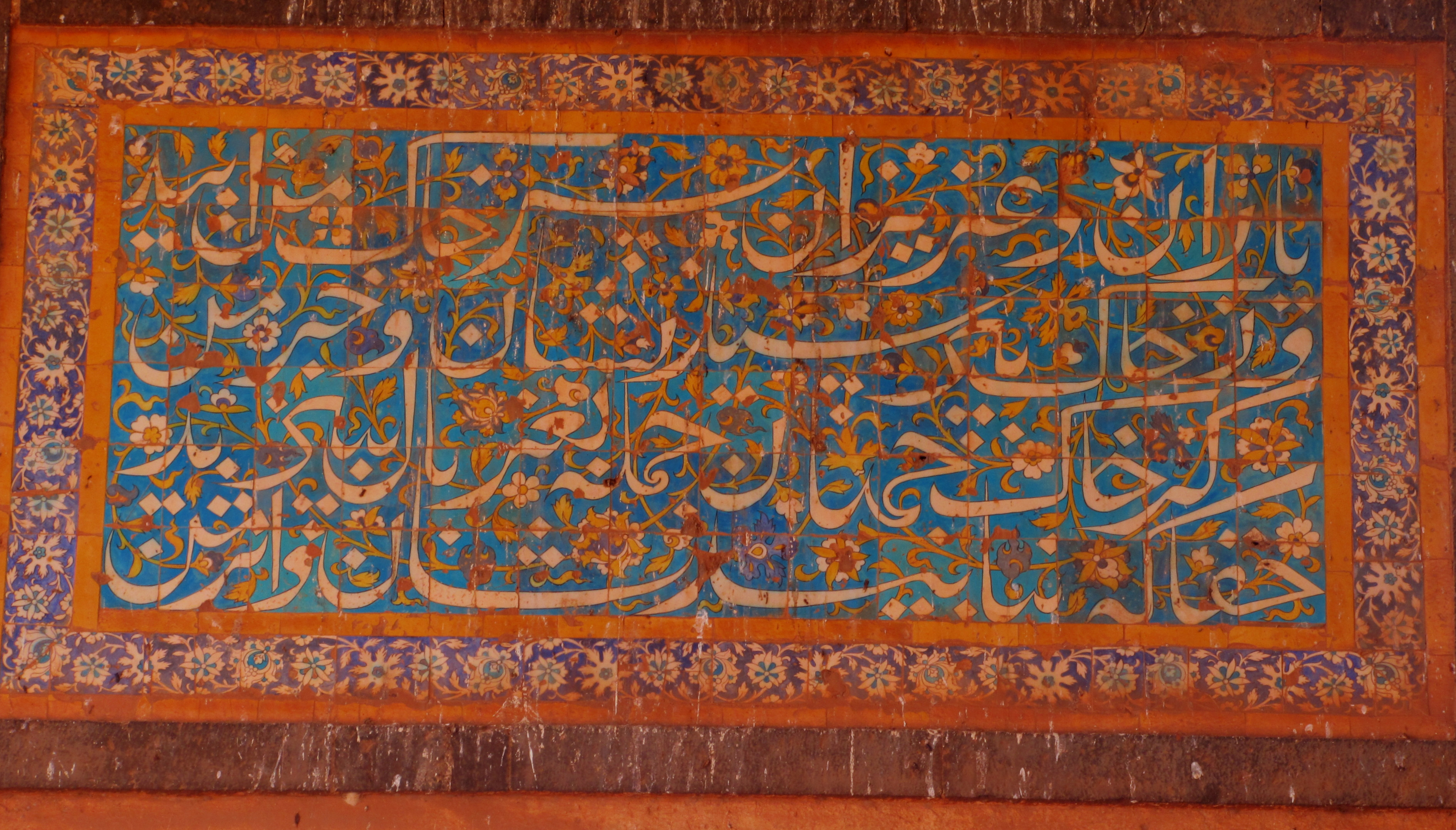
Фреска на гробнице Али Барид-шаха в Бидаре.
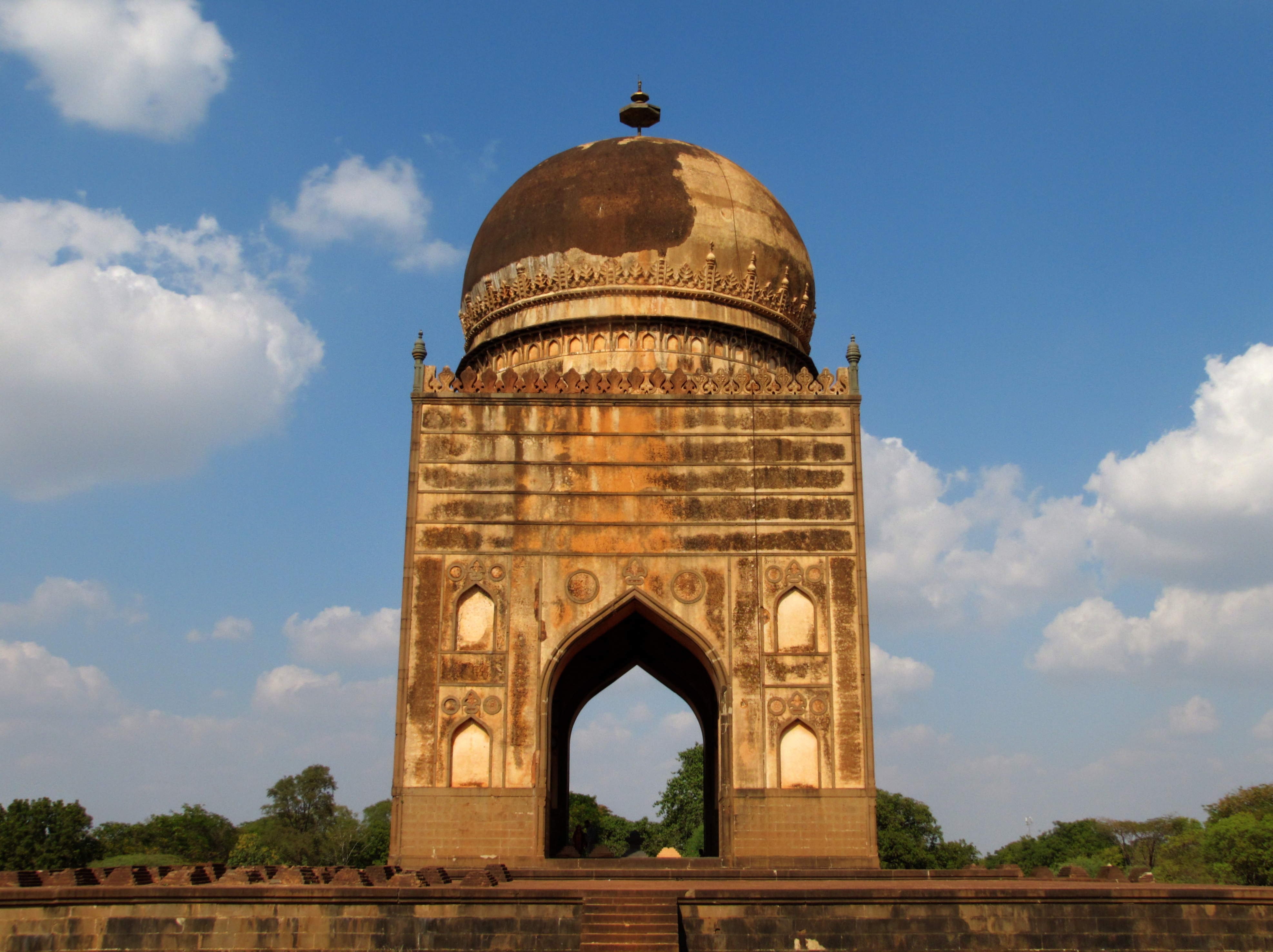
Гробница Али Барид-шаха в Бидаре.